# Bătălia de la Capul Sarici
Bătălia de la Capul Sarici a fost o confruntare navală care a avut loc pe coasta localității Capul Sarici în Marea Neagră în timpul Primului Război Mondial. În noiembrie 1914, două nave de război otomane moderne, un crucișător ușor și un crucișător de linie s-au confruntat cu cinci cuirasate din flota rusă.

## Context
În dimineața zilei de 17 noiembrie 1914, forțele ruse formate din format din cuirasatele anterioare de luptă Evstafi⁠(en)[traduceți], Ioann Zlatoust⁠(en)[traduceți], Panteleimon⁠(en)[traduceți], Tri Sviatitelia, Rostislav⁠(en)[traduceți], 3 crucișătoare și 13 distrugătoare aflate sub comanda Vice-amiralului Andrei Eberhardt au atacat portul otoman Trapezunt. Amiralul german Wilhelm Souchon a decis să-l intercepteze în timp ce se întorcea la port. La ora 13:00 crucișătorul de linie Yavuz Sultan Selim și crucișătorul ușor Midilli au pornit din Bosfor spre Sevastopol cu mare viteză. Eberhardt a aflat de plecarea otomanilor din port și, astfel, a intrat în stare de alertă, așteptându-se la un atac.
În dimineața ce a urmat cele două navele Otomane au patrulat pe coasta Crimeii în ciuda unor condiții meteo nefavorabile de ceață. La 12:05 Midilli a zărit o navă rusească de la tribord. Yavuz se întoarse cu fața la crucișător la viteza maxima. Alte nave rusești au putut fi observate de la tribord, printre care și 5 cuirasate. Souchon a comandat Midiliului să mențină distanța.

## Lupta
La 12:20 Evstafi, cu o vedere clară asupra otomanilor, a deschis focul pe Yavuz, atacând și distrugând cel de-al treilea tribord cu prima salvă. Navele de luptă rusești au folosit o nouă formă de control al incendiului, care a fost concepută în urma Războiului Ruso-Japonez, cu Ioann Zlatoust conducând toate celelalte nave, cu excepția Rostislav, care a avut un altfel de armament principal.
La 12:02 Yavuz's primul ofițer de artilerie a zărit navele rusești prin ceață și a ordonat echipajului să atace nava Evstafi. Prima salvă a depășit nava, deși un obuz i-a străpuns centrul. A treia salvă a otomanilor a reușit să lovească de două ori Evstafiul. Prima a provocat victime în rândul echipajului. Cea de-a doua lovitură a pătruns în cazemata armură și a fost detonată în bucătăria ofițerilor, provocând daune grave în timp ce unele schije au trecut prin punte până în camera motoarelor. O altă lovitură a distrus un perete despărțitor al infirmeriei.
La 12:24 Yavuz a început să-i piardă din vedere pe ruși și să se întoarcă, trăgând încontinuu în Evstafi. Depășită numeric, Souchon a decis să se retragă. Crucișătorul a încetat focul la 12:32 și și-a stabilit cursul pentru Capul Sinop.

## Urmări

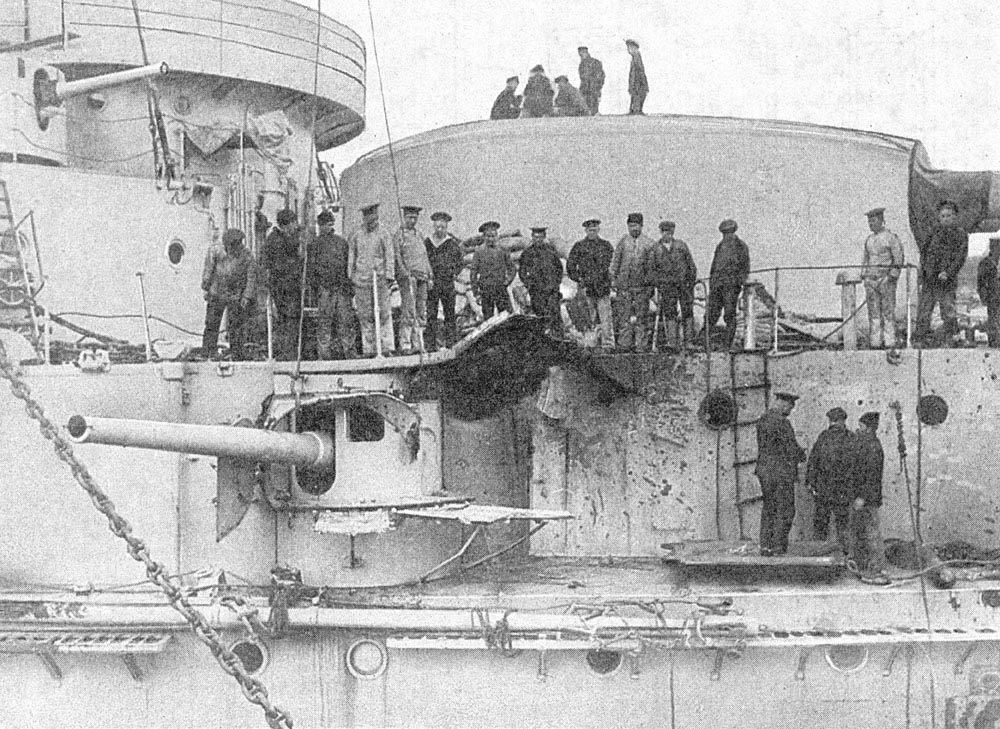
Nava de luptă Evstafi

Yavuz a sosit la Capul Sinop la 8:00 dimineața pe 19 noiembrie. Otomanii au urmărit în zadar cinci nori de fum, dar nu a reușit să mai intre în contact cu navele rusești. La ora 14:00, pe 20 noiembrie, crucișătorul a revenit la Bosfor, unde a rămas pentru tot restul lunii.
Evstafi a fost lovit de cinci ori în timpul luptei, având ca pierderi 34 uciși și 24 răniți. Yavuz a fost doar lovită doar o dată, dar a pierdut 13 membri ai echipajului (12 germani și un turc).